# Viens me voir
Pour plus de détails, voir Fiche technique et Distribution.
Viens me voir (Приходи на меня посмотреть) est un film russe réalisé par Mikhail Agranovitch et Oleg Yankovski, sorti en 2000,. Le scénario est basé sur la pièce de Nadejda Ptouchkina Pendant qu'elle mourait.

## Fiche technique
- Titre original : Viens me voir
- Réalisation : Mikhail Agranovitch, Oleg Yankovski
- Scénario : Nadejda Ptouchkina
- Photographie : Victor Cheïnine
- Son : Roland Kazaryan
- Costumes : Natalia Dzioubenko
- Musique : Vadim Bibergan
- Décors : Vladimir Filippov, Olga Kravtchenia
- Montage : Olga Grinchpoun
- Production : Studio Gorki
- Pays : Russie
- Genre : mélodrame
- Durée : 101 minutes
- Format : couleur
- Sortie : 13 janvier 2001

## Distribution
- Irina Kouptchenko : Tatiana, fille de Sophia Ivanovna
- Ekaterina Vassilieva : Sofia Ivanovna
- Oleg Yankovski : Igor, le « fiancé » de Tatiana
- Natalia Chtchoukina : Dina
- Mark Roudinchteïn : homme avec une caisse de champagne
- Ivan Yankovski : Vania, voisin